# بیمه خودرو

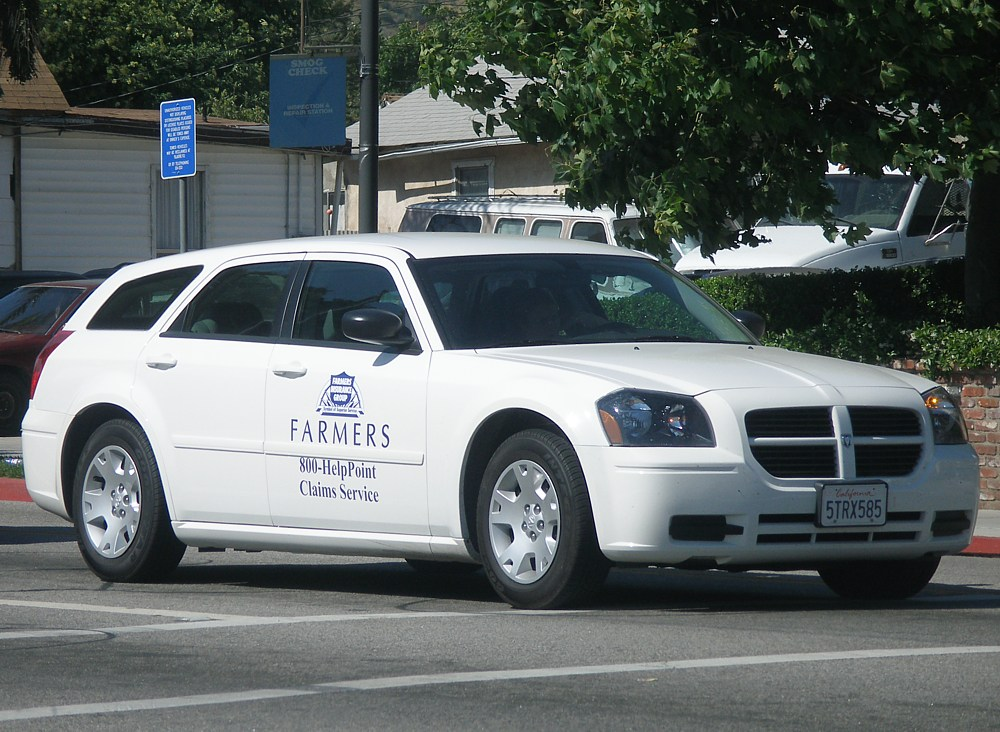

بیمه خودرو (به انگلیسی: Vehicle insurance)، بیمه خریداری شده برای خودرو، کامیون، موتورسیکلت و دیگر وسایل نقلیه جاده‌ای است، که به‌طور کلی جبران‌کننده خسارت‌های ناشی از حوادث رانندگی وارد به خودرو و نیز اشخاص ثالث می‌باشد. با توجه به شرایط خاص بیمه‌های خودرو، از نظر حقوقی، در مناطق مختلف، مقررات آن، متفاوت از یکدیگر تعریف می‌شود.

## تاریخچه
استفاده گسترده از خودرو در شهرها، پس از جنگ جهانی اول آغاز شد. با توجه به اینکه خودروها از هر وسیله نقلیه‌ای که تا آن زمان در مناطق مسکونی استفاده می‌شد، سریع‌تر و خطرناک‌تر بود، با این حال در هیچ کشوری، بیمه خودرو به صورت اجباری در نیامده بود و رانندگان و دارندگان خودرو، اغلب هزینه‌های قابل توجهی را در تصادفات متحمل می‌شدند.
طرح بیمه اجباری خودرو، برای اولین بار در بریتانیا به اجرا درآمد، که به موجب قانون ترافیک جاده‌ای ۱۹۳۰ کلیه صاحبان خودروها و رانندگان در جاده‌های عمومی، برای هرگونه تصادف، آسیب یا مرگ اشخاص ثالث، بیمه شدند. در سال ۱۹۳۹ آلمان نیز قانون مشابهی را به تصویب رساند.

## سیاست‌های عمومی

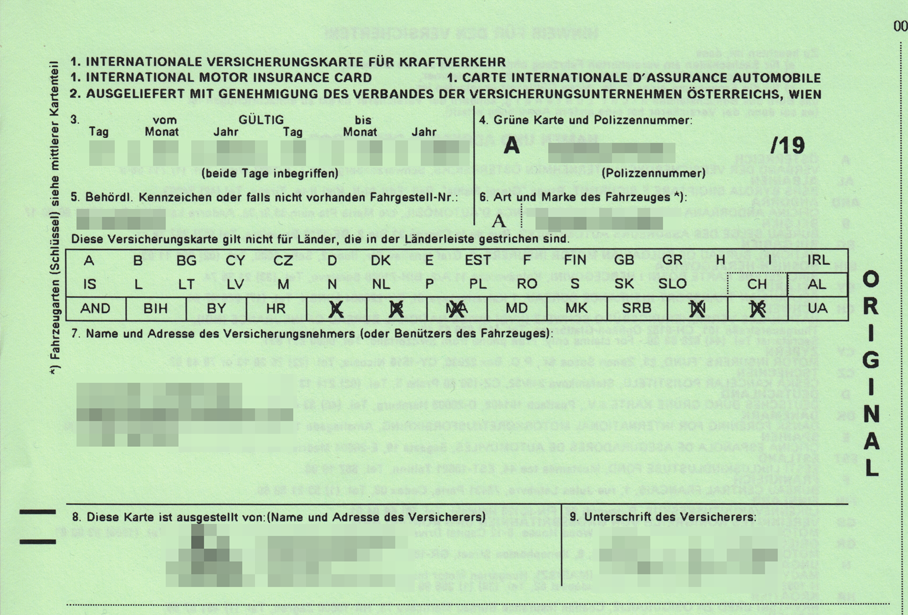
نمونه ای از کارت بیمه بین المللی خودرو ملقب به کارت سبز

در بسیاری از حوزه‌های قضایی، بیمه خودرو یا هر وسیله نقلیه موتوری، قبل از استفاده در جاده‌های عمومی، اجباری است، همچنین در اغلب مناطق، بیمه‌های خودرو و راننده آن، مرتبط به هم بوده و با هم صادر می‌گردد، گرچه در قوانین مناطق مختلف، تا حد زیادی متفاوت است.
هم‌اکنون در چندین حوزه قضایی با طرح "pay-as-you-drive" بیمه خودرو و راننده، به صورت خودکار، از طریق مالیات بر بنزین پرداخت می‌شود. در این طرح شارژ بیمه، بر پایه کارکرد کیلومتر طی شده در هر خودرو انجام می‌پذیرد، که این امر به لحاظ نظری می‌تواند به افزایش بهره‌وری بیانجامد.

## بیمه خودرو در ایران
بیمه‌های خودرو در ایران، به سه گروه تقسیم می‌شود:
- بیمه شخص ثالث: جبران خسارت وارده به اشخاص ثالث، شامل خسارت‌های مالی و خسارت‌های جانی.
- بیمه حوادث سرنشین: جبران خسارت وارده به سرنشینان خودرو مورد بیمه.
- بیمه بدنه خودرو: جبران خسارات وارد به خودرو مورد بیمه.[۳]

### بیمه شخص ثالث
بیمه شخص ثالث همانگونه که از نام آن مشخص است، خسارت‌های وارد به اشخاص ثالث را پوشش می‌دهد و چون با عنوان خودرو مطرح می‌شود، خسارت‌هایی که رانندگان خودرو به افراد ثالث و اموال آن‌ها وارد می‌نمایند، بیمه مسئولیت مدنی در قبال اشخاص ثالث وسائل نقلیه موتوری زمینی می‌نامند.
شخص ثالث به کلیه افراد حادثه دیده به جز راننده مسبب حادثه اطلاق می‌شود. طبق ماده ۱ قانون شخص ثالث همه کسانی که اقدام به رانندگی می‌نمایند ملزم به خرید بیمه شخص ثالث می‌باشند. در این نوع بیمه نامه ۲ نوع خسارت جبران می‌شود؛ خسارت‌های وارد به اموال افراد ثالث که خسارت مالی نامیده می‌شود و خسارت‌های وارد به جان افراد ثالث که خسارت جانی یا بدنی نامیده می‌شود و شامل فوت، نقص عضو و هزینه‌های پزشکی ناشی از حادثه با مورد بیمه می‌باشد.

### بیمه حوادث سرنشین
سرنشین شخصی است که در زمان حادثه داخل خودرو بیمه شده باشد، اعم از اینکه خودرو در حال حرکت باشد یا در حال توقف. سرنشین وسیله نقلیه به معنی عام شامل راننده، کمک راننده و مسافر وسیله نقلیه است.
این بیمه نامه به عنوان پوشش تکمیلی همراه بیمه نامه‌های شخص ثالث و مازاد ارائه می‌شود و به موجب آن، راننده و آن دسته از سرنشینان وسیله نقلیه بیمه شده که شخص ثالث محسوب نمی‌شوند و در اثر حوادث رانندگی مصدوم می‌شوند، می‌توانند از پوشش مذکور استفاده کنند.
براساس این بیمه نامه هزینه‌های پزشکی، غرامت فوت و نقص عضو سرنشینان وسیله نقلیه مشمول بیمه، تا سقف مشخص شده در بیمه نامه، در اثر حوادث قابل جبران است. همچنین چنانچه راننده وسیله نقلیه بیمه شده دراثر حادثه رانندگی محکوم به پرداخت دیه سرنشینان خودرو خود شود، ولی دیه متعلقه ایشان بیش از سقف تعهدات بیمه نامه شخص ثالث باشد، مابه التفاوت آن با رعایت سقف و شرایط مربوط از محل پوشش حوادث سرنشین جبران می‌شود.

### بیمه بدنه خودرو
بیمه بدنه خودرو جبران‌کننده خسارات ناشی از حوادثی است که برای خودرو مورد بیمه اتفاق می‌افتد و به‌طور معمول و در بیمه نامه‌های عادی شامل شش خطر: واژگونی، صاعقه، انفجار، تصادف، آتش‌سوزی و سرقت می‌باشد.
پوشش های اصلی بیمه بدنه شامل تصادفات، سرقت و آسیب به باتری و لاستیک بوده که به صورت پیش‌فرض در بیمه نامه لحاظ می‌شود و پوشش های اضافی شامل سرقت قطعات، شکست شیشه، بلایای طبیعی یا خسارت‌های ناشی از مواد شیمیایی می‌شوند که با پرداخت هزینه بیشتر به بیمه‌نامه شما اضافه می‌شوند